# Parabornia squillina
Parabornia squillina är en musselart som beskrevs av Boss 1965. Parabornia squillina ingår i släktet Parabornia och familjen Lasaeidae. Inga underarter finns listade i Catalogue of Life.